# Ben, en el mundo
Ben, en el Mundo (en inglés, Ben in the World), también conocida como Ben en el mundo, es una novela de la escritora británica-zimbabuense y Premio Nobel de Literatura Doris Lessing publicada en 2000, continuación de su novela El Quinto Hijo (1988). Fue traducida al español por Ángela Pérez. La secuela narra la vida de Ben Lovatt después de dejar la casa de sus padres, donde termina viajando por el mundo —sin quererlo— desde Londres hasta Niza, luego a Río de Janeiro y finalmente a Jujuy, donde termina la historia.

## Sinopsis
Ben Lovatt es un chico de dieciocho años que vive con una anciana, la Señora Biggs. La mujer no puede pagar con su pensión sus gastos ni los de él, por lo que le pide a Ben que vaya a casa de su familia a pedir su certificado de nacimiento para conseguir un subsidio de desempleo. Para cuando Ben regresa —sin el documento que fue a buscar— se entera de que la anciana ha fallecido. Recurre entonces a una pareja que él ya conocía, Rita, una prostituta con la que sostuvo una relación, y Johnston, su proxeneta. A Johnston se le ocurre utilizar a Ben como medio para traficar narcóticos a Francia, acto ilícito que le significaría ganar suficiente dinero para que tanto él como Rita dejen de ganarse el pan en las calles. Todo sale bien, lo que les permite a Rita y Johnston dejar de tener la responsabilidad de hacerse cargo de Ben, abandonándolo en Niza con Richard, cómplice de Johnston, en un hotel lujoso viviendo de una mínima parte del dinero generado por la droga.
Poco después de que Richard abandonara a Ben en el hotel, Ben conoce a Alex, un productor de cine que decide hacer una película sobre Ben en Brasil. Ambos viajan a Río de Janeiro, donde Alex se reúne con Teresa Alves, su novia. Ella y Ben se hacen amigos, haciendo que él se sienta apegado a ella. Inez, una científica amiga de Teresa, conoce a Ben, mientras Alex abandona la idea de hacer la película. Eventualmente Ben conoce a Alfredo, quien asegura haber conocido gente como Ben, sin explicar dónde ni cuándo. 
La historia alcanza su cenit cuando el instituto científico donde trabaja Inez secuestra a Ben, encerrándolo en una jaula. Es rescatado por Teresa y Alfredo, huyendo los tres a los Andes de Jujuy, donde se supone está la gente como Ben, según Alfredo, e instalándose los tres allí con ayuda de José, conocido de Alfredo. Los cuatro inician un viaje hacia la parte alta de las montañas, donde se supone está lo que Ben ansía conocer. Sin embargo, la gente resultó ser solo una serie de pinturas rupestres sobre la pared rocosa de una hendidura en la montaña, algo de lo que Ben toma consciencia, con todo lo que implica: ser un paso atrás en la evolución humana, el único de su especie. El peso de la revelación hace que Ben se lance desde el borde de un precipicio, muriendo instantáneamente. Luego de haber derramado algunas lágrimas y haber escuchado que lo mejor que pudo haber hecho Ben fue haberse suicidado, Teresa dice: «sí: y también sé que nos alegramos de que haya muerto y de no tener que preocuparnos por él».

## Recepción
La novela ha sido comparada con otras como El extranjero (1942) de Albert Camus, Ojos azules (1970) de Toni Morrison y La metamorfosis (1912) de Frank Kafka, por centrarse en un marginado por la sociedad como punto central de la historia.
Muchos lectores cuestionan si es posible leer y entender la novela sin antes haber leído El Quinto Hijo. El escritor mexicano Moisés Sheinberg, en una crítica de la novela, señaló que Ben es tratado «como una papa caliente» de la que es preciso deshacerse. El hecho de que se aprovechen de él en Londres, Francia y Río de Janeiro, tanto por científicos y cineastas como por prostitutas y narcotraficantes, deja entrever que «la crueldad no distingue sexo, raza, nacionalidad o clase social».